# Wioślarstwo na Letnich Igrzyskach Olimpijskich 1912 – ósemka mężczyzn
Wyścig ósemek mężczyzn był jedną z konkurencji wioślarskich rozgrywanych podczas V Igrzysk Olimpijskich w Sztokholmie.
Rywalizowało 11 osad z 8 krajów. Złoto zdobyła osada brytyjska z Leander Club.

## Składy osad
| - Sydney Rowing Club: John Ryrie Simon Fraser Hugh Ward Thomas Parker Henry Hauenstein Sydney Middleton Harry Ross-Soden Roger Fitzhardinge Robert Waley (sternik) - Société Nautique de Bayonne: Jean Arné Gabriel St. Laurent Marius Lejeune Louis Lafite Jean Elichagaray Joseph Campot Étienne Lesbats Pierre Alvarez François Elichagaray (sternik) - Toronto Argonaut: Charles Riddy Phil Boyd Albert Kent William Murphy Alex Sinclair Becher Gale Richard Gregory Geoffrey Taylor Winslow McCleary (sternik) - Sport Borussia, Berlin: Carl Eichhorn Ludwig Weihnacht Richard Friesicke Andreas Wegener Fritz Eggebrecht Heinrich Landrock Egbert Reinsfeld Gottfried Gelfort Otto Charlet (sternik) | - Göteborgs Roddklubb: Einar Amundén Ragnar Bergstedt Gustaf Broberg Simon Ericsson Ivar Rydberg Anders Almqvist Arvid Svendel Leif Sörvik Gillis Ahlberg (sternik) - Berliner Ruderverein von 1876: Otto Liebing Max Bröske Max Vetter Willi Bartholomae Fritz Bartholomae Werner Dehn Rudolf Reichelt Hans Matthiae Kurt Runge (sternik) - Hungária Evezős Egylet: István Szebeny Artúr Baján Miltiades Manno István Jeney Lajos Gráf Miklós Szebeny Antal Szebeny György Szebeny Kálmán Vaskó (sternik) - New College, Oxford: William Fison William Parker Thomas Gillespie Beaufort Burdekin Frederick Pitman Arthur Wiggins Charles Littlejohn Robert Bourne John Walker (sternik) | - Christiania Roklub: Einar Sommerfelt Thomas Høie Harald Herolfson Olaf Solberg Gustav Hæhre Hannibal Fegth Gunnar Grantz Otto Krogh John Bjørnstad (sternik) - Leander: Edgar Burgess Sidney Swann Leslie Wormald Ewart Horsfall James Angus Gillan Stanley Garton Alister Kirby Philip Fleming Henry Wells (sternik) - Roddklubben af 1912: Gustaf Brunkman Per Mattson Sebastian Tamm Ted Wachtmeister Conrad Brunkman William Bruhn-Möller Ture Rosvall Herman Dahlbäck Leo Wilkens (sternik) |

## Eliminacje
| Wyścig 1 | Wyścig 1                    | Wyścig 1                     | Wyścig 1 |
| Miejsce  | Osada                       | Czas                         | Uwagi    |
| -------- | --------------------------- | ---------------------------- | -------- |
| 1        | Sport Borussia              | 6:45,00                      | Q        |
| 2        | Société Nautique de Bayonne | 1,25 długości łodzi różnicy  |          |
| Wyścig 2 |                             |                              |          |
| Miejsce  | Osada                       | Czas                         | Uwagi    |
| 1        | Sydney Rowing Club          | 6:57,00                      | Q        |
| 2        | Göteborgs                   | 2 długości łodzi różnicy     |          |
| Wyścig 3 |                             |                              |          |
| Miejsce  | Osada                       | Czas                         | Uwagi    |
| 1        | Berlin                      | 6:32,00                      | Q        |
| 2        | Hungária                    | 2,5-3 długości łodzi różnicy |          |
| Wyścig 4 |                             |                              |          |
| Miejsce  | Osada                       | Czas                         | Uwagi    |
| 1        | New College                 | 6:42,50                      | Q        |
| 2        | Christiania                 | 1,5 długości łodzi różnicy   |          |
| Wyścig 5 |                             |                              |          |
| Miejsce  | Osada                       | Czas                         | Uwagi    |
| 1        | Leander                     | 6:22,20                      | Q        |
| 2        | Toronto Argonauts           | + 0,5 długości łodzi różnicy |          |
| Heat 6   |                             |                              |          |
| Place    | Rower                       | Time                         | Qual.    |
| 1        | Roddklubben af 1912         | 7:05,20                      | Q        |

## Ćwierćfinały
| Wyścig 1 | Wyścig 1            | Wyścig 1                   | Wyścig 1 |
| Miejsce  | Osada               | Czas                       | Uwagi    |
| -------- | ------------------- | -------------------------- | -------- |
| 1        | New College         | 6:19,00                    | Q        |
| 2        | Roddklubben af 1912 | 1 długość łodzi różnicy    |          |
| Wyścig 2 |                     |                            |          |
| Miejsce  | Osada               | Czas                       | Uwagi    |
| 1        | Berlin              | 6:22,00                    | Q        |
| 2        | Sport Borussia      | 2 długości łodzi różnicy   |          |
| Wyścig 3 |                     |                            |          |
| Miejsce  | Osada               | Czas                       | Uwagi    |
| 1        | Leander             | 6:10,20                    | Q        |
| 2        | Sydney Rowing Club  | 0,5 długości łodzi różnicy |          |

## Półfinały
| Wyścig 1 | Wyścig 1    | Wyścig 1 | Wyścig 1 |
| Miejsce  | Osada       | Czas     | Uwagi    |
| -------- | ----------- | -------- | -------- |
| 1        | New College | 7:22,40  | Q        |
| Wyścig 2 |             |          |          |
| Miejsce  | Osada       | Czas     | Uwagi    |
| 1        | Leander     | 6:16,20  | Q        |
| 2        | Berlin      | 6:18,60  |          |

## Finał
| Miejsce | Osada       | Czas    | Uwagi |
| ------- | ----------- | ------- | ----- |
| 1       | Leander     | 6:15,70 |       |
| 2       | New College | 6:19,20 |       |